# 路易斯-克拉克州立大學
路易斯-克拉克州立大學（英語：Lewis-Clark State College）是一所座落於美國愛達荷州的公立四年制大學。路易斯-克拉克州立大學橫跨商務、傳媒、教育、工程、信息技術等領域，並設有英語學院，提供英語方面培養。

## 外部連結
- 官方网站
- Lewis-Clark State College Athletics website （页面存档备份，存于）